# Torneo Apertura 2015 (Nicaragua)
El Torneo Apertura 2015 fue la edición XCIII del campeonato de liga de la Primera División del fútbol nicaragüense; se trata del 38.º torneo corto, luego del cambio en el formato de competencia, con el que se cierra la temporada 2014-15.

## Datos generales
| Equipo           | Ciudad     | Estadio                                   | Capacidad | Entrenador   |
| ---------------- | ---------- | ----------------------------------------- | --------- | ------------ |
| Chinandega FC    | Chinandega | Estadio Efraín Tijerino Mazariego         | 0         | Bandera de ? |
| Deportivo Ocotal | Ocotal     | Estadio Roy Fernando Bermúdez             | 0         | Bandera de ? |
| Diriangén FC     | Diriamba   | Estadio Cacique Diriangén                 | 0         | Bandera de ? |
| Jalapa           | Jalapa     | Estadio Alejandro Ramos Turcio            | 0         | Bandera de ? |
| Juventus Managua | Managua    | Estadio Nacional                          | 20,000    | Bandera de ? |
| Managua FC       | Managua    | Estadio Nacional                          | 20,000    | Bandera de ? |
| Real Estelí      | Estelí     | Estadio Independencia                     | 5,000     | Bandera de ? |
| Real Madriz      | Somoto     | Estadio Solidaridad Augusto Cesar Mendoza | 3,000     | Bandera de ? |
| UNAN Managua     | Managua    | Estadio Nacional                          | 20,000    | Bandera de ? |
| Walter Ferretti  | Managua    | Estadio Nacional                          | 20,000    | Bandera de ? |

## Tabla de posiciones
|     | Equipos        | PJ | G  | E | P  | GF | GC | Dif. | Pts. |
| --- | -------------- | -- | -- | - | -- | -- | -- | ---- | ---- |
| 1.  | Real Estelí    | 18 | 14 | 2 | 2  | 46 | 9  | 37   | 44   |
| 2.  | Walter Ferreti | 18 | 12 | 2 | 4  | 37 | 19 | 18   | 38   |
| 3.  | UNAN Managua   | 18 | 11 | 4 | 3  | 40 | 20 | 20   | 37   |
| 4.  | Diriangén      | 18 | 9  | 2 | 7  | 28 | 21 | 7    | 29   |
| 5.  | Juventus FC    | 18 | 7  | 4 | 7  | 32 | 27 | 5    | 25   |
| 6.  | Chinandega FC  | 18 | 5  | 6 | 7  | 18 | 25 | -7   | 21   |
| 7.  | Managua FC     | 18 | 4  | 6 | 8  | 32 | 38 | -6   | 18   |
| 8.  | Jalapa         | 18 | 3  | 5 | 10 | 15 | 40 | -25  | 14   |
| 9.  | Ocotal         | 18 | 3  | 4 | 11 | 23 | 39 | -16  | 13   |
| 10. | Real Madriz    | 18 | 3  | 3 | 12 | 23 | 56 | -33  | 12   |

| Simbología |
| --- |
| Pos – Posición; PJ – Partidos Jugados; PG - Partidos Ganados; PE - Partidos Empatados; PP - Partidos Perdidos; GF – Goles a Favor; GC – Goles en Contra; DIF – Diferencia de Goles; PTS - Puntos. |

## Fase Final
|  | Semifinales          | Semifinales          | Semifinales          |  |  | Final               | Final               | Final               |  |
|  | 22 y 29 de noviembre | 22 y 29 de noviembre | 22 y 29 de noviembre |  |  | 6 y 19 de diciembre | 6 y 19 de diciembre | 6 y 19 de diciembre |  |
|  |                      |                      |                      |  |  |                     |                     |                     |  |
|  |                      |                      |                      |  |  |                     |                     |                     |  |
|  | 1                    | Real Estelí          |                      |  |  |                     |                     |                     |  |
|  | 1                    | Real Estelí          |                      |  |  |                     |                     |                     |  |
|  | 4                    | Diriangén FC         |                      |  |  |                     |                     |                     |  |
|  | 4                    | Diriangén FC         | Diriangén FC         |  |  |                     |                     |                     |  |
|  |                      |                      |                      |  |  |                     |                     |                     |  |
|  |                      |                      | UNAN Managua         |  |  |                     |                     |                     |  |
|  | 2                    | Walter Ferretti      |                      |  |  |                     |                     |                     |  |
|  | 2                    | Walter Ferretti      |                      |  |  |                     |                     |                     |  |
|  | 3                    | UNAN Managua         |                      |  |  |                     |                     |                     |  |
|  | 3                    | UNAN Managua         |                      |  |  |                     |                     |                     |  |
|  |                      |                      |                      |  |  |                     |                     |                     |  |

### Semifinales

#### Diriangén FC-Real Estelí
| 22 de noviembre de 2015 | Diriangén FC | 0-0 (0:0) | Real Estelí | Estadio Cacique Diriangén, Diriamba |  |
|                         |              |           |             | Árbitro(s): Julio Arbizu            |  |

| 29 de noviembre de 2015 | Real Estelí | 0-1 (0:1) | Diriangén FC | Estadio Independencia, Estelí |                           |
|                         |             |           | 32' Torres   | Árbitro(s): William Reyes     | Árbitro(s): William Reyes |

#### UNAN Managua-Walter Ferretti
| 22 de noviembre de 2015 | UNAN Managua      | 1-0 (1:0) | Walter Ferretti | Estadio Olímpico del IND, Managua |                          |
|                         | Donado 14' (pen.) |           |                 | Árbitro(s): Óscar Dávila          | Árbitro(s): Óscar Dávila |

| 29 de noviembre de 2015 | Walter Ferretti                      | 3-3 (2:1) | UNAN Managua                          | Estadio Nacional Dennis Martínez, Managua |                         |
|                         | Pérez 4' · Leguías 33' · Cárdena 84' |           | 5' García · 48' González · 72' Donado | Árbitro(s): Jorge Ojeda                   | Árbitro(s): Jorge Ojeda |

### Final

#### Diriangén FC-UNAN Managua
| 6 de diciembre de 2015 | Diriangén FC | 0 - 1 (0:0) | UNAN Managua      | Estadio Cacique Diriangén, Diriamba |                              |
|                        |              |             | 50' (pen.) Donado | Árbitro(s): Franklin Jarquín        | Árbitro(s): Franklin Jarquín |

| 19 de diciembre de 2015 | UNAN Managua            | 2 - 0 (2:0) | Diriangén FC     | Estadio Olímpico del IND, Managua |  |
|                         | Reyes 33' · Rosales 42' |             | 58' Erick Tellez |                                   |  |

#### Final Ida
| 1     | POR   | Carlos Mendieta    |     |
| 2     | DEF   | David Solórzano    | 74' |
| 3     | DEF   | Erick Téllez       |     |
| 4     | DEF   | Naseer Valverde    |     |
| 5     | DEF   | Carlos Membreño    |     |
| 6     | MED   | Lucas Carrera      | 73' |
| 7     | MED   | Víctor Parrales    |     |
| 8     | MED   | Sergio Arzamendia  |     |
| 9     | MED   | Juan Carlos Urbina |     |
| 10    | DEL   | Lucas Martella     | 67' |
| 11    | DEL   | Andrés Giraldo     |     |
| D. T. | D. T. | Javier Londoño     |     |

| 1     | POR   | Óscar Palomino       |     |
| 2     | DEF   | Félix Zeledón        |     |
| 3     | DEF   | José Antonio Carrión |     |
| 4     | DEF   | Luis González        |     |
| 5     | DEF   | Mikael Montiel       |     |
| 6     | MED   | German Umaña         |     |
| 7     | MED   | Rodrigo Hernández    |     |
| 8     | MED   | Daniel Reyes         | 63' |
| 9     | MED   | Jonathan Donado      |     |
| 10    | DEL   | Henry García         |     |
| 11    | DEL   | Juan Rosales         | 87' |
| D. T. | D. T. | Edward Urroz         |     |

| 12 | Centrocampista | Jonathan Zapata | 67' |
| 13 | Centrocampista | Luis Coronel    | 73' |
| 14 | Centrocampista | Jason Coronel   | 74' |

| 12 | Delantero      | Evaristo González | 63' |
| 13 | Centrocampista | Roberto Vanegas   | 87' |

| 50' (pen.) | Jonathan Donado | 0:1 |

| 33' · 53' | Sergio Arzamendia Andrés Giraldo |

| 76' | Jonathan Donado |

| 78' · 86' | Sergio Arzamendia Jason Coronel |

| Principal  | Franklin Jarquín |
| Asistentes | ?                |
|            | ?                |
| Cuarto     | ?                |

|                    |   |   |
| Tiros              | - | - |
| Tiros a puerta     | - | - |
| Faltas             | - | - |
| Saques de esquina  | - | - |
| Penaltis           | - | - |
| Fueras de juego    | - | - |
| Posesión del balón | % | % |

| Alineación inicial |

| 1     | POR   | Carlos Mendieta    |     |
| 2     | DEF   | David Solórzano    | 74' |
| 3     | DEF   | Erick Téllez       |     |
| 4     | DEF   | Naseer Valverde    |     |
| 5     | DEF   | Carlos Membreño    |     |
| 6     | MED   | Lucas Carrera      | 73' |
| 7     | MED   | Víctor Parrales    |     |
| 8     | MED   | Sergio Arzamendia  |     |
| 9     | MED   | Juan Carlos Urbina |     |
| 10    | DEL   | Lucas Martella     | 67' |
| 11    | DEL   | Andrés Giraldo     |     |
| D. T. | D. T. | Javier Londoño     |     |

| 1     | POR   | Óscar Palomino       |     |
| 2     | DEF   | Félix Zeledón        |     |
| 3     | DEF   | José Antonio Carrión |     |
| 4     | DEF   | Luis González        |     |
| 5     | DEF   | Mikael Montiel       |     |
| 6     | MED   | German Umaña         |     |
| 7     | MED   | Rodrigo Hernández    |     |
| 8     | MED   | Daniel Reyes         | 63' |
| 9     | MED   | Jonathan Donado      |     |
| 10    | DEL   | Henry García         |     |
| 11    | DEL   | Juan Rosales         | 87' |
| D. T. | D. T. | Edward Urroz         |     |

| 12 | Centrocampista | Jonathan Zapata | 67' |
| 13 | Centrocampista | Luis Coronel    | 73' |
| 14 | Centrocampista | Jason Coronel   | 74' |

| 12 | Delantero      | Evaristo González | 63' |
| 13 | Centrocampista | Roberto Vanegas   | 87' |

| 50' (pen.) | Jonathan Donado | 0:1 |

| 33' · 53' | Sergio Arzamendia Andrés Giraldo |

| 76' | Jonathan Donado |

| 78' · 86' | Sergio Arzamendia Jason Coronel |

| Principal  | Franklin Jarquín |
| Asistentes | ?                |
|            | ?                |
| Cuarto     | ?                |

|                    |   |   |
| Tiros              | - | - |
| Tiros a puerta     | - | - |
| Faltas             | - | - |
| Saques de esquina  | - | - |
| Penaltis           | - | - |
| Fueras de juego    | - | - |
| Posesión del balón | % | % |

| Alineación inicial |

| 1     | POR   | Carlos Mendieta    |     |
| 2     | DEF   | David Solórzano    | 74' |
| 3     | DEF   | Erick Téllez       |     |
| 4     | DEF   | Naseer Valverde    |     |
| 5     | DEF   | Carlos Membreño    |     |
| 6     | MED   | Lucas Carrera      | 73' |
| 7     | MED   | Víctor Parrales    |     |
| 8     | MED   | Sergio Arzamendia  |     |
| 9     | MED   | Juan Carlos Urbina |     |
| 10    | DEL   | Lucas Martella     | 67' |
| 11    | DEL   | Andrés Giraldo     |     |
| D. T. | D. T. | Javier Londoño     |     |

| 1     | POR   | Óscar Palomino       |     |
| 2     | DEF   | Félix Zeledón        |     |
| 3     | DEF   | José Antonio Carrión |     |
| 4     | DEF   | Luis González        |     |
| 5     | DEF   | Mikael Montiel       |     |
| 6     | MED   | German Umaña         |     |
| 7     | MED   | Rodrigo Hernández    |     |
| 8     | MED   | Daniel Reyes         | 63' |
| 9     | MED   | Jonathan Donado      |     |
| 10    | DEL   | Henry García         |     |
| 11    | DEL   | Juan Rosales         | 87' |
| D. T. | D. T. | Edward Urroz         |     |

| 12 | Centrocampista | Jonathan Zapata | 67' |
| 13 | Centrocampista | Luis Coronel    | 73' |
| 14 | Centrocampista | Jason Coronel   | 74' |

| 12 | Delantero      | Evaristo González | 63' |
| 13 | Centrocampista | Roberto Vanegas   | 87' |

| 50' (pen.) | Jonathan Donado | 0:1 |

| 33' · 53' | Sergio Arzamendia Andrés Giraldo |

| 76' | Jonathan Donado |

| 78' · 86' | Sergio Arzamendia Jason Coronel |

| Principal  | Franklin Jarquín |
| Asistentes | ?                |
|            | ?                |
| Cuarto     | ?                |

|                    |   |   |
| Tiros              | - | - |
| Tiros a puerta     | - | - |
| Faltas             | - | - |
| Saques de esquina  | - | - |
| Penaltis           | - | - |
| Fueras de juego    | - | - |
| Posesión del balón | % | % |

| Alineación inicial |

| 1     | POR   | Carlos Mendieta    |     |
| 2     | DEF   | David Solórzano    | 74' |
| 3     | DEF   | Erick Téllez       |     |
| 4     | DEF   | Naseer Valverde    |     |
| 5     | DEF   | Carlos Membreño    |     |
| 6     | MED   | Lucas Carrera      | 73' |
| 7     | MED   | Víctor Parrales    |     |
| 8     | MED   | Sergio Arzamendia  |     |
| 9     | MED   | Juan Carlos Urbina |     |
| 10    | DEL   | Lucas Martella     | 67' |
| 11    | DEL   | Andrés Giraldo     |     |
| D. T. | D. T. | Javier Londoño     |     |

| 1     | POR   | Óscar Palomino       |     |
| 2     | DEF   | Félix Zeledón        |     |
| 3     | DEF   | José Antonio Carrión |     |
| 4     | DEF   | Luis González        |     |
| 5     | DEF   | Mikael Montiel       |     |
| 6     | MED   | German Umaña         |     |
| 7     | MED   | Rodrigo Hernández    |     |
| 8     | MED   | Daniel Reyes         | 63' |
| 9     | MED   | Jonathan Donado      |     |
| 10    | DEL   | Henry García         |     |
| 11    | DEL   | Juan Rosales         | 87' |
| D. T. | D. T. | Edward Urroz         |     |

| 12 | Centrocampista | Jonathan Zapata | 67' |
| 13 | Centrocampista | Luis Coronel    | 73' |
| 14 | Centrocampista | Jason Coronel   | 74' |

| 12 | Delantero      | Evaristo González | 63' |
| 13 | Centrocampista | Roberto Vanegas   | 87' |

| 50' (pen.) | Jonathan Donado | 0:1 |

| 33' · 53' | Sergio Arzamendia Andrés Giraldo |

| 76' | Jonathan Donado |

| 78' · 86' | Sergio Arzamendia Jason Coronel |

| Principal  | Franklin Jarquín |
| Asistentes | ?                |
|            | ?                |
| Cuarto     | ?                |

|                    |   |   |
| Tiros              | - | - |
| Tiros a puerta     | - | - |
| Faltas             | - | - |
| Saques de esquina  | - | - |
| Penaltis           | - | - |
| Fueras de juego    | - | - |
| Posesión del balón | % | % |

| Alineación inicial |

#### Final Vuelta
| 1     | POR   | ?            |  |
| 2     | DEF   | ?            |  |
| 3     | DEF   | ?            |  |
| 4     | DEF   | ?            |  |
| 5     | DEF   | ?            |  |
| 6     | MED   | ?            |  |
| 7     | MED   | ?            |  |
| 8     | MED   | ?            |  |
| 9     | MED   | ?            |  |
| 10    | DEL   | ?            |  |
| 11    | DEL   | ?            |  |
| D. T. | D. T. | Edward Urroz |  |

| 1     | POR   | ?              |  |
| 2     | DEF   | ?              |  |
| 3     | DEF   | ?              |  |
| 4     | DEF   | ?              |  |
| 5     | DEF   | ?              |  |
| 6     | MED   | ?              |  |
| 7     | MED   | ?              |  |
| 8     | MED   | ?              |  |
| 9     | MED   | ?              |  |
| 10    | DEL   | ?              |  |
| 11    | DEL   | ?              |  |
| D. T. | D. T. | Javier Londoño |  |

| 12 | Defensa        | ? | Entró |
| 13 | Centrocampista | ? | Entró |
| 14 | Delantero      | ? | Entró |

| 12 | Defensa        | ? | Entró |
| 13 | Centrocampista | ? | Entró |
| 14 | Delantero      | ? | Entró |

| 33' · 42' | Daniel Reyes Juan Carlos Rosales | 1:0 2:0 |

| 58' | Erick Téllez | 2:1 |

| 21' · 34' · 59' | Juan Vidal Congo Daniel Reyes Evaristo González |

| 39' · 72' | Carlos Membreño Melvin Hernández |

| 72' | Melvin Hernández |

| Principal  | ? |
| Asistentes | ? |
|            | ? |
| Cuarto     | ? |

|                    |   |   |
| Tiros              | - | - |
| Tiros a puerta     | - | - |
| Faltas             | - | - |
| Saques de esquina  | - | - |
| Penaltis           | - | - |
| Fueras de juego    | - | - |
| Posesión del balón | % | % |

| Alineación inicial |

| 1     | POR   | ?            |  |
| 2     | DEF   | ?            |  |
| 3     | DEF   | ?            |  |
| 4     | DEF   | ?            |  |
| 5     | DEF   | ?            |  |
| 6     | MED   | ?            |  |
| 7     | MED   | ?            |  |
| 8     | MED   | ?            |  |
| 9     | MED   | ?            |  |
| 10    | DEL   | ?            |  |
| 11    | DEL   | ?            |  |
| D. T. | D. T. | Edward Urroz |  |

| 1     | POR   | ?              |  |
| 2     | DEF   | ?              |  |
| 3     | DEF   | ?              |  |
| 4     | DEF   | ?              |  |
| 5     | DEF   | ?              |  |
| 6     | MED   | ?              |  |
| 7     | MED   | ?              |  |
| 8     | MED   | ?              |  |
| 9     | MED   | ?              |  |
| 10    | DEL   | ?              |  |
| 11    | DEL   | ?              |  |
| D. T. | D. T. | Javier Londoño |  |

| 12 | Defensa        | ? | Entró |
| 13 | Centrocampista | ? | Entró |
| 14 | Delantero      | ? | Entró |

| 12 | Defensa        | ? | Entró |
| 13 | Centrocampista | ? | Entró |
| 14 | Delantero      | ? | Entró |

| 33' · 42' | Daniel Reyes Juan Carlos Rosales | 1:0 2:0 |

| 58' | Erick Téllez | 2:1 |

| 21' · 34' · 59' | Juan Vidal Congo Daniel Reyes Evaristo González |

| 39' · 72' | Carlos Membreño Melvin Hernández |

| 72' | Melvin Hernández |

| Principal  | ? |
| Asistentes | ? |
|            | ? |
| Cuarto     | ? |

|                    |   |   |
| Tiros              | - | - |
| Tiros a puerta     | - | - |
| Faltas             | - | - |
| Saques de esquina  | - | - |
| Penaltis           | - | - |
| Fueras de juego    | - | - |
| Posesión del balón | % | % |

| Alineación inicial |

| 1     | POR   | ?            |  |
| 2     | DEF   | ?            |  |
| 3     | DEF   | ?            |  |
| 4     | DEF   | ?            |  |
| 5     | DEF   | ?            |  |
| 6     | MED   | ?            |  |
| 7     | MED   | ?            |  |
| 8     | MED   | ?            |  |
| 9     | MED   | ?            |  |
| 10    | DEL   | ?            |  |
| 11    | DEL   | ?            |  |
| D. T. | D. T. | Edward Urroz |  |

| 1     | POR   | ?              |  |
| 2     | DEF   | ?              |  |
| 3     | DEF   | ?              |  |
| 4     | DEF   | ?              |  |
| 5     | DEF   | ?              |  |
| 6     | MED   | ?              |  |
| 7     | MED   | ?              |  |
| 8     | MED   | ?              |  |
| 9     | MED   | ?              |  |
| 10    | DEL   | ?              |  |
| 11    | DEL   | ?              |  |
| D. T. | D. T. | Javier Londoño |  |

| 12 | Defensa        | ? | Entró |
| 13 | Centrocampista | ? | Entró |
| 14 | Delantero      | ? | Entró |

| 12 | Defensa        | ? | Entró |
| 13 | Centrocampista | ? | Entró |
| 14 | Delantero      | ? | Entró |

| 33' · 42' | Daniel Reyes Juan Carlos Rosales | 1:0 2:0 |

| 58' | Erick Téllez | 2:1 |

| 21' · 34' · 59' | Juan Vidal Congo Daniel Reyes Evaristo González |

| 39' · 72' | Carlos Membreño Melvin Hernández |

| 72' | Melvin Hernández |

| Principal  | ? |
| Asistentes | ? |
|            | ? |
| Cuarto     | ? |

|                    |   |   |
| Tiros              | - | - |
| Tiros a puerta     | - | - |
| Faltas             | - | - |
| Saques de esquina  | - | - |
| Penaltis           | - | - |
| Fueras de juego    | - | - |
| Posesión del balón | % | % |

| Alineación inicial |

| 1     | POR   | ?            |  |
| 2     | DEF   | ?            |  |
| 3     | DEF   | ?            |  |
| 4     | DEF   | ?            |  |
| 5     | DEF   | ?            |  |
| 6     | MED   | ?            |  |
| 7     | MED   | ?            |  |
| 8     | MED   | ?            |  |
| 9     | MED   | ?            |  |
| 10    | DEL   | ?            |  |
| 11    | DEL   | ?            |  |
| D. T. | D. T. | Edward Urroz |  |

| 1     | POR   | ?              |  |
| 2     | DEF   | ?              |  |
| 3     | DEF   | ?              |  |
| 4     | DEF   | ?              |  |
| 5     | DEF   | ?              |  |
| 6     | MED   | ?              |  |
| 7     | MED   | ?              |  |
| 8     | MED   | ?              |  |
| 9     | MED   | ?              |  |
| 10    | DEL   | ?              |  |
| 11    | DEL   | ?              |  |
| D. T. | D. T. | Javier Londoño |  |

| 12 | Defensa        | ? | Entró |
| 13 | Centrocampista | ? | Entró |
| 14 | Delantero      | ? | Entró |

| 12 | Defensa        | ? | Entró |
| 13 | Centrocampista | ? | Entró |
| 14 | Delantero      | ? | Entró |

| 33' · 42' | Daniel Reyes Juan Carlos Rosales | 1:0 2:0 |

| 58' | Erick Téllez | 2:1 |

| 21' · 34' · 59' | Juan Vidal Congo Daniel Reyes Evaristo González |

| 39' · 72' | Carlos Membreño Melvin Hernández |

| 72' | Melvin Hernández |

| Principal  | ? |
| Asistentes | ? |
|            | ? |
| Cuarto     | ? |

|                    |   |   |
| Tiros              | - | - |
| Tiros a puerta     | - | - |
| Faltas             | - | - |
| Saques de esquina  | - | - |
| Penaltis           | - | - |
| Fueras de juego    | - | - |
| Posesión del balón | % | % |

| Alineación inicial |